# Limes Germanicus
Limes Germanicus  var  den befæstede grænse, der adskilte Romerriget fra de germanske stammer. Den blev opført  fra år 83 e.Kr. til omkring 260. På dens højeste gik den fra Nordsøen langs Rhinen til Regensburg ved Donau.
Limes i øvre Germanien og  Raetia var en 550 km lang del af limes med anlæg mellem  Rhinen og Donau. Forsvarsbyggerierne  ved grænsen er i dag mindesmærker og siden 2005 på UNESCOs verdensarvsliste.
Limes betyder på latin "grænsevej" eller "ubevokset strækning" og anvendes i dag hovedsageligt om grænsevolden ved rigets nordlige grænse. Den  tyske del er opkaldt efter de romerske provinser som fandtes her: Raetia og Germania Superior (øvre Germanien).
Limes i øvre Germanien følger ikke kun de naturlige grænser som vandløb eller bjergkæder. Forsvarsanlæggenes funktion er ikke helt klarlagt. Det antages at hovedformålet var overvågningen af handelsvejene. Anlæggene havde ingen mulighed for at modstå et større militært angreb. For at sikre  handel med germansk folkeslag  havde Limes et stort antal grænseovergange.

## Eksterne kilder og henvisninger
- Wikimedia Commons har flere filer relateret til Limes Germanicus

49°30′N 9°30′Ø / 49.5°N 9.5°Ø